# Hans-Jürgen Treder

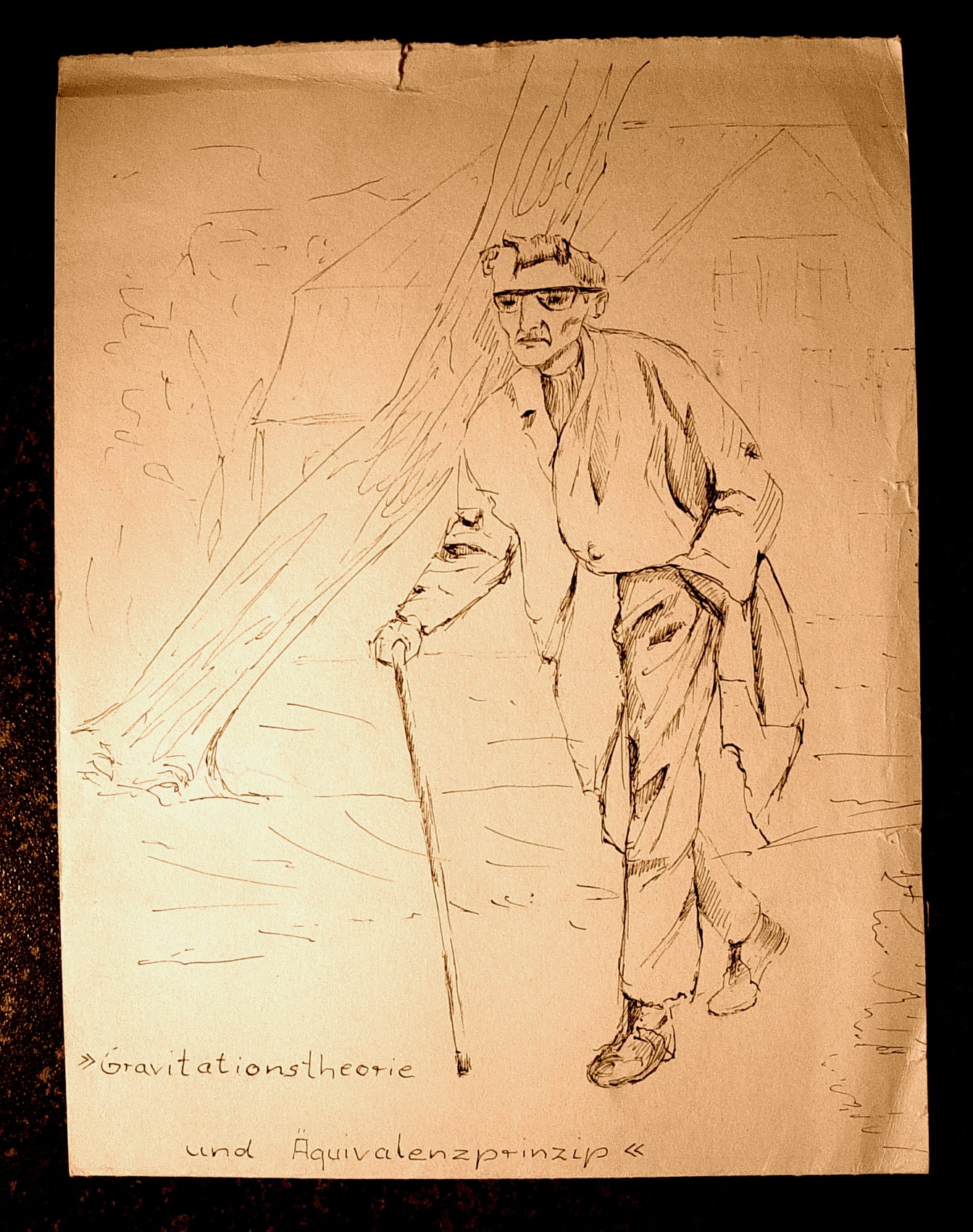
Hans-Jürgen Treder, Studentenzeichnung

Hans-Jürgen Treder (* 4. September 1928 in Berlin; † 18. November 2006 in Potsdam) war einer der führenden theoretischen Physiker und Astrophysiker in der DDR und international anerkannte Autorität auf dem Gebiet der Gravitationsphysik (Allgemeine Relativitätstheorie und deren Erweiterungen) und Kosmologie. Außerdem beschäftigte er sich mit Wissenschaftsgeschichte und -philosophie.

## Leben
Hans-Jürgen Treder wurde am 4. September 1928 in Berlin-Charlottenburg geboren. Seine Mutter war Hausfrau, sein Vater war ein Magistratsbeamter. Er besuchte das Mommsen-Gymnasium in Berlin-Charlottenburg, legte 1946 das Abitur ab und begann ein Physik- und Mathematikstudium an der Technischen Universität Berlin-Charlottenburg. Im gleichen Jahr trat er der
SED bei und organisierte in Charlottenburg eine FDJ-Gruppe.
Treder interessierte sich schon früh für Physik und zeigte seine hohe Begabung. Noch als Schüler suchte er 1944 Kontakt zu Werner Heisenberg in Berlin, der ihn auch empfing und mit ihm diskutierte. Beim Volkssturm (Flakhelfer) als Jugendlicher 1944/1945 für Kurierdienste eingesetzt, prägte er sich dank seines fotografischen Gedächtnisses Verhaftungslisten ein und warnte die Betroffenen. Nach dem Krieg studierte er an der Humboldt-Universität Berlin Physik und Philosophie. 1956 wurde er promoviert und war dann ab 1957 wissenschaftlicher Mitarbeiter am Forschungsinstitut für Mathematik der Akademie der Wissenschaften. Gleich nach der Habilitation 1962 wurde er 1963 Professor für Theoretische Physik an der Humboldt-Universität und Direktor am Akademie Institut für Reine Mathematik. Mit Arbeiten über Gravitationsstrahlung errang er damals internationale Anerkennung. 1965 war er wesentlich an der Organisation der Konferenz zur 50-Jahr-Feier der Veröffentlichung von Einsteins Feldgleichungen beteiligt.
1966 wurde er ordentliches Mitglied der Deutschen Akademie der Wissenschaften und wurde Direktor der Sternwarte Babelsberg der Akademie der Wissenschaften. Nach der Umorganisation 1969 leitete er das neu gegründete Zentralinstitut für Astrophysik (ZIAP), in dem die vorher selbständigen Observatorien in Potsdam, die Sternwarte Babelsberg, die Sternwarte Sonneberg und das Karl-Schwarzschild-Observatorium Tautenburg zusammengefasst wurden. Bis 1973 leitete er auch den Forschungsbereich Kosmische Physik der Akademie der Wissenschaften, worin die Astrophysik und Geophysik zusammengefasst wurde. Danach gab er das aus Gesundheitsgründen auf und konzentrierte sich auf die Leitung des ZIAP. Er machte es nicht nur zu einem Zentrum der theoretischen Gravitationsphysik, sondern integrierte auch zum Beispiel Magnetohydrodynamik (in Zusammenarbeit mit Max Steenbeck) – die in der Astrophysik gleich nach der Gravitationstheorie in den Modellbildungen eine wichtige Rolle spielte – und Geophysik (in Zusammenarbeit mit Hans Ertel), was auch später in Potsdam prägend war. Zu Einsteins 100. Geburtstag 1979 gelang es ihm in Abstimmung mit dem Nachlassverwalter von Einstein Otto Nathan das Sommerhaus von Einstein in Caputh als Gästehaus der Akademie zu sichern. 1982 übergab er das ZIAP an seinen Nachfolger Karl-Heinz Schmidt. Treder wurde Direktor des von ihm gegründeten Einstein-Laboratoriums der Akademie in Potsdam-Caputh, was er bis 1992 blieb. Er veröffentlichte in den letzten Jahren seines Lebens mit seinem Freund, dem Geophysiker Wilfried Schröder, viele Arbeiten in der Geo- und Kosmosphysik, einschließlich der solaren Variabilität. Hinzu kommt die Edition des Buches Einstein and geophysics sowie einiger Bände der Werke von Hans Ertel. Schwerpunkte ihrer Arbeiten waren auch die solaren Minima (Spörer, Maunder und Dalton Minima) sowie die physikalischen Konsequenzen für die solare Aktivität. Treder war Vorsitzender der internationalen Gesellschaft „History of Geophysics and Cosmical Physics“.
Treder genoss in der DDR hohe Anerkennung (er erhielt u. a. den Nationalpreis der DDR) und das volle Vertrauen der politischen Führung, und er genoss Privilegien wie volle Reisefreiheit und einen eigenen Wagen mit Chauffeur.
Entscheidungen, die Treder als Leiter des ZIAPs traf, waren in der wissenschaftlichen Gemeinschaft umstritten. So ordnete er 1969 den Austritt aller Astronomen der DDR aus der Astronomischen Gesellschaft, der für den gesamten deutschsprachigen Raum zuständigen Berufsvertretung der Astronomen, an. 1969 beschloss er die Schließung der Sternwarte Sonneberg und sprach ein Beobachtungsverbot an den großen Teleskopen der Sternwarte aus, was bei Beachtung zum Abbruch einer der längsten fotografischen Beobachtungsreihen der Welt (Sonneberger Fotoplattenarchiv) geführt hätte. Nach Intervention von Wolfgang Wenzel und internationalen Protesten korrigierte er jedoch später beide Entscheidungen.
Rufe aus dem Westen lehnte Treder ab, er war nicht nur bekennender Marxist, sondern fühlte sich auch der Wissenschaftsgeschichte Berlins eng verbunden, über die er später einige Bücher schrieb. Er entfaltete eine hohe wissenschaftliche Produktivität und veröffentlichte knapp 500 Einzelbeiträge und mehr als 20 Monographien. Unter anderem befasste er sich intensiv (zunächst auf Anregung von Gustav Hertz) mit dem Machschen Prinzip, über das er 1972 eine Monographie veröffentlichte.
Er wohnte später auf dem Gelände der Sternwarte Babelsberg, wurde aber zunehmend eigenbrötlerischer und konnte nach der Wende seine führende Rolle in der Wissenschaftsorganisation nicht behalten; aus der er sich allerdings schon in den 1980er Jahren zurückgezogen hatte, als er sich zunehmend der Wissenschaftsgeschichte und der Wissenschaftsphilosophie zuwandte (er führte z. B. einen Briefwechsel mit Karl Popper).
Treder war Mitglied der Leibniz-Sozietät der Wissenschaften zu Berlin.

## Darstellung Treders in der bildenden Kunst der DDR
- Manfred Nitsche: Professor Treder (1979, Bleistift)[6]

## Werke
Monographien über Gravitationsphysik:
- Gravitative Stoßwellen. Nichtanalytische Wellenlösungen der Einsteinschen Gravitationsgleichungen, Akademie-Verlag, Berlin 1962
- mit Horst-Heino von Borzeszkowski, Alwyn van der Merwe, Wolfgang Yourgrau: Fundamental principles of general relativity theories: local and global aspects of gravitation and cosmology. Plenum Press, New York 1980
- Die Relativität der Trägheit. Berlin 1972
- Gravitationstheorie und Äquivalenzprinzip, Akademie-Verlag, Berlin 1971
- mit Eckhard Kreisel, Dierck-Ekkehard Liebscher: Zur Quantengeometrodynamik - Gesammelte Arbeiten, Akademie-Verlag, Berlin 1967 (Schriftenreihe des Instituts für Mathematik der Akademie der Wissenschaften)
- mit H. H. von Borzeszkowski: The meaning of quantum gravity, Dordrecht, Reidel, 1988
- mit Jan Peter Mücket: Große kosmische Systeme – zu den teleskopischen Aspekten der Gravitation und der trägheitsfreien Gravidynamik, Akademie Verlag 1981 (Veröffentlichungen des Forschungsbereichs Geo- und Kosmoswissenschaften)
- mit Max Steenbeck: Möglichkeiten der experimentelle Schwerkraftforschung, Akademie-Verlag Berlin 1984

Zur Wissenschaftsgeschichte, Wissenschaftsphilosophie und populärere Schriften von Treder:
- Große Physiker und ihre Probleme - Studien zur Geschichte der Physik, Akademie Verlag, 1983
- Relativität und Kosmos. Raum und Zeit in Physik, Astronomie und Kosmologie, Vieweg, Wiesbaden 1982, 119 Seiten
- Über Prinzipien der Dynamik von Einstein, Hertz, Mach und Poincare, WTB, Akademie Verlag. Berlin 1974
- Philosophische Probleme des physikalischen Raumes: Gravitation, Geometrie, Kosmologie und Relativität, Akademie Verlag 1974
- Relativität und Kosmos – Raum und Zeit in Physik, Astronomie und Kosmologie, WTB, Akademie Verlag 1968
- mit Wilfried Schröder: Einstein and Geophysics, Bremen, Science Edition 2005.

Bücher mit Robert Rompe:
- Grundfragen der Physik – Geschichte, Gegenwart und Zukunft der physikalischen Grundlagenforschung, WTB, Akademie Verlag 1980
- Elementare Kosmologie, Akademie Verlag 1975
- Elementarkonstanten und was sie bedeuten, WTB, Akademie Verlag 1988
- Zählen und Messen, WTB, Akademie Verlag 1985
- Über die Einheit der exakten Wissenschaften, WTB, 1982
- Über die Physik, Akademie Verlag 1979
- mit Rompe, Werner Ebeling: Zur großen Berliner Physik (Vorträge auf der Jahreshauptversammlung 1987 der Physikalischen Gesellschaft der DDR im Jubiläumsjahr 750 Jahre Berlin), Leipzig, Teubner 1987

Online zugängliche Aufsätze von Treder:
- Wilfried Schröder, Treder: Zu Einsteins letzter Vorlesung -Beobachtbarkeit, Realität und Vollständigkeit in Quanten- und Relativitaetstheorie
- Schröder, Treder: Naturwissenschaft und Religion
- Schröder, Treder: The Einstein Laue Discussion
- Schröder, Treder: Abschied von der Weltformel – vor 100 Jahren wurde der deutsche Physiker Werner Heisenberg geboren
- Schröder, Treder: Hans Ertel and Cosmology

## Dokumentarfilm
- 1989: Der Physiker – Ansichten zu Hans-Jürgen Treder (DEFA-Dokumentarfilm, Regie: Peter Rocha)[7]